# 오기노 모토노부
오기노 모토노부(일본어: 荻野 元伸, 2002년 6월 27일~)는 일본의 축구 선수이다.

## 구단 경력
그는 J1리그의 감바 오사카에 입단했다. 2020년 J3리그의 감바 오사카 U-23에서 뛰었다. 15경기에 출전하여, 1득점을 넣었다.